# История российская от древнейших времен
История российская от древнейших времен (рус. дореф. Исторiя россiйская отъ древнѣйшихъ времянъ) — главный исторический труд Михаила Михайловича Щербатова. 

## Создание
К написанию этого сочинения автор приступил по поручению Екатерины II, которой рекомендовал Михаила Михайловича Герард Фридрих Миллер.

## Издания
С 1770 по 1791 год в Петербурге труд был издан в 7-ми томах, которые делились на 12 книг.

### Список томов
| Том                   | Год издания | Содержание | Количество страниц |
| --------------------- | ----------- | --- | ------------------ |
| Том I                 | 1770        | От начала до кончины Великого Князя Ярослава Владимировича | 402                |
| Том II                | 1771        | От начала царствования Изяслава Ярославовича до покорения России татарами | 668                |
| Том III               | 1774        | От покорения России татарами до Великого Князя Дмитрия Иоанновича Донского | 598                |
| Том IV. Часть I       | 1781        | От начала царствования Великого князя Дмитрия Ивановича, проименнованного Донской, до царствования Великого князя Иоанна Васильевича | 629                |
| Том IV. Часть II      | 1783        | От начала царствования Великого князя Иоанна Васильевича, до царствования внука его царя Иоанна Васильевича, проименнованного Грозный | 544                |
| Том IV. Часть III     | 1784        | Содержит в себе выписку из древних грамот, которые приведены во свидетельство повествований, 4-го тома сея истории, купно с оглавлением 1 и 2 частям, четвёртого сего тома | 464                |
| Том V. Часть I        | 1786        | От начала царствования царя Иоанна Васильевича, до покорения царства Астраханского | 552                |
| Том V. Часть II       | 1789        | От покорения Астрахани, до начала завоевания царства Сибирского | 446                |
| Том V. Часть III      | 1789        | От покорения Сибири до кончины царя Иоанна Васильевича | 606                |
| Том VI. Часть I-II    | 1790        | От восшествия на престол царя Фёдора Иоанновича до убиения царевича Димитрия (часть I) и от убиения царевича Димитрия, до кончины Царя Фёдора Иоанновича (часть II) | 664                |
| Том VII. Часть I      | 1790        | Царствование царя Бориса Фёдоровича и его сына | 372                |
| Том VII. Часть II-III | 1791        | Царствование Лжедмитрия и царя Василия Ивановича Шуйского (часть I) и От кончины царя Фёдора Иоанновича, до избрания царя Михаила Фёдоровича, дому Романовых. Содержит в себе грамоты, служащие к доказательству заключающихся во второй части седьмого сего тома повествований (часть II) | 626                |

## Содержание
Труд охватывает историю России с древнейших времен до 1610 года. Михаил Михайлович Щербатов первым оценил значение древних актов как исторического источника. К своему труду были приложены около 300 документов, многие из которых были введены в научный оборот впервые. Именно Щербатов ввёл в научный оборот духовные и договорные грамоты московских князей и грамоты Великого Новгорода.
Следуя за идеями французских просветителей, Щербатов не только описывал действия исторических личностей, но и указывал, что за их поступками кроются определенные мысли, идеи, нравы, господствующие в обществе. И это было новым словом в сравнении с предшествующей историографией. Для Щербатова характерны архаичный язык, морализаторство, большое количество отступлений и цитат.
В «Истории Российской от древнейших времён» подчеркивал роль феодальной аристократии, сводя исторический прогресс к уровню знаний, наук и разума отдельных личностей. Труд Щербатова насыщен большим количеством актовых, летописных и других источников. Щербатовым были найдены и опубликованы некоторые ценные памятники, в том числе «Царственная книга», «Летопись о многих мятежах», «Журнал Петра Великого» и другие. Имел доступ в патриаршую и типографическую библиотеки, где были собраны списки летописей, присланные по указу Петра I из разных монастырей, доступ к бумагам Петра I, имел разрешение Екатерины II пользоваться документами московского архива иностранной коллегии, где хранились духовные и договорные грамоты князей с половины XIII века и памятники дипломатических сношений с последней четверти XV века.

## Критика
Известный историк Сергей Соловьев недолюбливал Щербатова и утверждал, что недостатки его книг и заметок происходят от того, что он одновременно начал и писать исторические опусы, и изучать их, не имея сложившегося мнения. 
Даже современники упрекали Щербатова в сложном построении фраз — читателям XVIII века его язык казался архаичным.